# Magnolia chocoensis
Magnolia chocoensis är en magnoliaväxtart som först beskrevs av Gustavo Lozano-Contreras, och fick sitt nu gällande namn av Rafaël Herman Anna Govaerts. Magnolia chocoensis ingår i släktet Magnolia och familjen magnoliaväxter. Inga underarter finns listade i Catalogue of Life.